# Hieropoii
Hieropoii (en grec antic ἱεροποιοί) o supervisors del temple i dels ritus sagrats, eren, a Atenes, uns comissionats per vigilar la correcta realització dels diversos sacrificis que se celebraven.
Aristòtil els divideix en tresorers (ταμίαι "tamíai") i custodis (ναοφύλακες "naophylakes") i exercien unes funcions diferents dels sacerdots. Els custodis, tenien per funció, pagats per l'estat, de fer també la δερματικόν ("dermatikón"), recuperar i conservar les pells de les víctimes sacrificades.
Els ἱεροποιοὶ κατ᾽ἐνιαυτὸν ("hieropoioi kat'eniautón, hieropoii cada any) s'anomenaven per sorteig anualment i participaven en tots els sacrificis estatals, generalment en les celebracions religioses, inclosos els festivals quinquennals, amb l'única excepció de la Panatenea. encara que existeix una inscripció que diu que a l'hecatombe de l'any 410 aC, es van pagar més de cinc mil dracmes als hieropoii per les seves tasques a les Panatenees.
Altres hieropoii estaven assignats a temples concrets i a deïtats específiques i alguns d'ells eren elegits altra vegada per a festivals particulars. Probablement aquests eren els anomenats ἐπιμήνιοι (epiménoi", permanents) per diferenciar-los dels elegits anualment. Demòstenes diu que considerava un gran honor haver estat elegit entre tots els atenencs com un dels tres hieropoii per als festivals en honor de les Eumènides. La nominació en aquest cas corria a càrrec de l'Areòpag. Entre els festivals on exercien els hieropoii es mencionen els dedicats a Apol·lo a Delfos, les Braurònia dedicats a Àrtemis, les Bendídia i els dedicats a Asclepi. Per aquestes funcions de supervisors, alguns autors els anomenaven sacerdots sacrificadors.